# Alfred Neveu
Alfred Neveu, född 24 december 1890 i Leysin i Vaud, död där 20 maj 1975, var en schweizisk bobåkare. Hans lag vann guld i fyrmansbob vid olympiska vinterspelen 1924 i Chamonix.